# 495 a. C.
El año 495 a. C. fue un año del calendario romano prejuliano. En el Imperio romano se conocía como el Año del consulado de Sabino y Crispo (o menos frecuentemente, año 259 Ab urbe condita). 

## Acontecimientos
- Conquista por los romanos de Suesa Pomecia, capital de los volscos.
- Victoria romana sobre sabinos y auruncos en la ciudad de Arica.
- Los persas derrotan a carios y jonios a orillas del río Meandro.
- Artafrenes, sátrapa de Lidia reconquista las ciudades griegas de Tróade, Eólide y Jonia (Clazómenas).
- Muere en Tracia, Aristágoras, líder de la revuelta jónica, siendo sucedido por Histieo, señor de Mileto.

## Nacimientos
- Pericles
- Sófocles, poeta y dramaturgo de la Grecia antigua.

## Fallecimientos
- Lucio Tarquino
- Aristágoras de Mileto
- Pitágoras de Samos